# درخت چتری (شفلرا)
درخت چتری (شفلرا) (نام علمی: Schefflera) نام یک سرده از خانواده عشقه‌ایان است.